# Liste der Monuments historiques in Châtelperron
Die Liste der Monuments historiques in Châtelperron führt die Monuments historiques in der französischen Gemeinde Châtelperron auf.

## Liste der Bauwerke
| Bezeichnung      | Beschreibung                              | Standort | Kennzeichnung | Schutzstatus   | Datum     | Bild           |
| ---------------- | ----------------------------------------- | -------- | ------------- | -------------- | --------- | -------------- |
| Burg             | 15. Jahrhundert                           | (Lage)   | PA00093053    | Inscrit        | 1929      | weitere Bilder |
| Kirche St-Pierre | romanische Kirche                         | (Lage)   | PA00093054    | Classé Inscrit | 1933 1986 | weitere Bilder |
| Grotte des Fées  | zwei Höhlen mit vorgeschichtlichen Funden | (Lage)   | PA00093055    | Classé         | 1949      | weitere Bilder |

## Liste der Objekte
| Bezeichnung               | Beschreibung                                                                    | Standort                       | Kennzeichnung | Schutzstatus | Datum | Bild |
| ------------------------- | ------------------------------------------------------------------------------- | ------------------------------ | ------------- | ------------ | ----- | ---- |
| Ölgemälde Heilige Familie | Darstellung mit der heiligen Elisabeth und Johannes dem Täufer, 17. Jahrhundert | in der Mairie (Lage)           | PM03001603    | Inscrit      | 2013  |      |
| Wappenstein               | Stein mit skulptiertem Wappen der Bourbonen                                     | in der Burg (Lage)             | PM03001848    | Inscrit      | 1991  |      |
| Glocke                    | Bronze                                                                          | in der Kirche St-Pierre (Lage) | PM03001495    | Inscrit      | 1996  |      |